# دوبلیتسه
دوبلیتسه (به چکی: Dobelice) یک منطقهٔ مسکونی در جمهوری چک است که در ناحیه زنویمو واقع شده‌است. دوبلیتسه ۳٫۹۹ کیلومتر مربع مساحت و ۲۶۴ نفر جمعیت دارد و ۲۵۵ متر بالاتر از سطح دریا واقع شده‌است.